# Subdivisões da China
As subdivisões da República Popular da China compreendem 22 províncias, cinco regiões autônomas, quatro cidades administradas directamente pelo governo central e duas regiões administrativas especiais. O método de subdivisão do território da República Popular da China perdura já desde a Dinastia Qin (221 a.C. - 207 a.C.), com algumas alterações, mas sempre visando uma divisão em vários níveis administrativos destinados a garantir a unidade do país.

## Níveis administrativos
«Artigo 30.º
A divisão administrativa da República Popular da China é a seguinte:
1.º O país divide-se em províncias, regiões autónomas e municipalidades diretamente dependentes do Governo Central;
2.º As províncias e as regiões autónomas dividem-se em prefeituras autónomas, distritos, distritos autónomos e cidades;
3.º Os distritos e os distritos autónomos dividem-se em cantões, cantões de nacionalidades e vilas.
(...)»
Constituição de 4 de dezembro de 1982 da República Popular da China in Imprensa Oficial da Região Administrativa Especial de Macau
A República Popular da China subdividida em cinco níveis administrativos diferentes:
| Nível | Nome              | Tipos |
| ----- | ----------------- | --- |

Divisões Administrativas da República Popular da China

| 1     | Nível provincial  | - Província (省 shěng) (22) - Região Autônoma (自治区 zìzhìqū) (5) - Cidade Administrativa ou Município (直辖市 zhíxiáshì) (4) - Região Administrativa Especial (特别行政区 tèbié xíngzhèngqū) (2)                                                                                                 |
| 2     | Nível prefeitural | - Prefeitura (地区 dìqū) (17) - Prefeitura Autônoma (自治州 zìzhìzhōu) (30) - Cidade Administrativa (地级市 dìjíshì) (283) - Liga (盟 méng) (3) |
| 3     | Nível distrital   | - Distrito (县 xiàn) (1 464) - Distrito Autônomo (自治县 zìzhìxiàn) (117) - Cidade Administrativa (县级市 xiànjíshì) (374) - Comarca (市辖区 shìxiáqū) (852) - Bandeira (旗 qí) (49) - Bandeira Autônoma (自治旗 zìzhìqí) (3) - Área Florestal (林区 línqū) (1) - Comarca Especial (特区 tèqū) (2) |
| 4     | Nível cantonal    | - Cantão (乡 xiāng) (14 677) - Cantão Étnico (民族乡 mínzúxiāng) (1 092) - Cidades (镇 zhèn) (19 522) - Subdistritos (街道办事处 jiēdàobànshìchù) (6 152) - Sumu (苏木 sūmù) (181) - Sumu étnico (民族苏木 mínzúsūmù) (1)                                                                          |

## Nível provincial

### Províncias

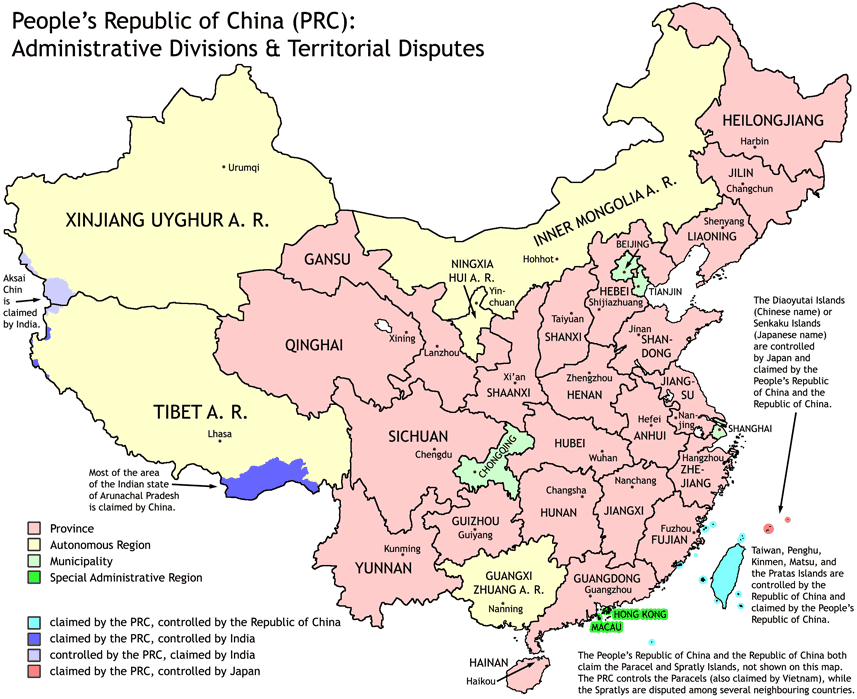
Províncias da República Popular da China

| Província     | Chinês (S) | Pinyin       | Abreviatura        | Capital de província (省會/shěnghuì) | Chinês | Pinyin       | População  |
| ------------- | ---------- | ------------ | ------------------ | ------------------------------------ | ------ | ------------ | ---------- |
| Anhui         | 安徽       | Ānhuī        | 皖 wǎn             | Hefei                                | 合肥   | Héféi        | 64 610 000 |
| Cantão        | 广东       | Guǎngdōng    | 粤 yuè             | Cantão                               | 广州   | Guǎngzhōu    | 83,040,400 |
| Ainão         | 海南       | Hǎinán       | 琼 qióng           | Haikou                               | 海口   | Hǎikǒu       | 8 180 000  |
| Chequião      | 浙江       | Zhèjiāng     | 浙 zhè             | Hancheu                              | 杭州   | Hángzhōu     | 51 800 000 |
| Chingai       | 青海       | Qīnghǎi      | 青 qīng            | Xining                               | 西宁   | Xīníng       | 5 570 000  |
| Fuquiém       | 福建       | Fújiàn       | 闽 mǐn             | Fucheu                               | 福州   | Fúzhōu       | 35 110 000 |
| Gansu         | 甘肃       | Gānsù        | 甘 gān or 陇 lǒng  | Lanzhou                              | 兰州   | Lánzhōu      | 26 190 000 |
| Guizhou       | 贵州       | Guìzhōu      | 黔 qián or 贵 guì  | Guiyang                              | 贵阳   | Guìyáng      | 39 040 000 |
| Heilongjiang  | 黑龙江     | Hēilóngjiāng | 黑 hēi             | Harbin                               | 哈尔滨 | Hā'ěrbīn     | 38 300 000 |
| Honã ou Honão | 河南       | Hénán        | 豫 yù              | Zhengzhou                            | 郑州   | Zhèngzhōu    | 94 290 000 |
| Hebei         | 河北       | Héběi        | 冀 jì              | Shijiazhuang                         | 石家庄 | Shíjiāzhuāng | 69 890 000 |
| Hubei         | 湖北       | Húběi        | 鄂 è               | Wuhan                                | 武汉   | Wǔhàn        | 59 490 000 |
| Hunan         | 湖南       | Húnán        | 湘 xiāng           | Changsha                             | 长沙   | Chángshā     | 63 930 000 |
| Jiangsu       | 江苏       | Jiāngsū      | 苏 sū              | Nanquim                              | 南京   | Nánjīng      | 77 245 000 |
| Jiangxi       | 江西       | Jiāngxī      | 赣 gàn             | Nanchang                             | 南昌   | Nánchāng     | 44 000 000 |
| Jilin         | 吉林       | Jílín        | 吉 jí              | Changchun                            | 长春   | Chángchūn    | 27 400 000 |
| Liaoning      | 辽宁       | Liáoníng     | 辽 liáo            | Shenyang                             | 沈阳   | Shěnyáng     | 43 060 000 |
| Sujuão        | 四川       | Sìchuān      | 川 chuān or 蜀 shǔ | Chengdu                              | 成都   | Chéngdū      | 87 250 000 |
| Xantum        | 山东       | Shāndōng     | 鲁 lǔ              | Jinan                                | 济南   | Jǐnán        | 94 000 000 |
| Xanxim        | 山西       | Shānxī       | 晋 jìn             | Taiyuan                              | 太原   | Tàiyuán      | 33 350 000 |
| Xianxim       | 陕西       | Shǎnxī       | 陕 shǎn or 秦 qín  | Xian                                 | 西安   | Xī'ān        | 37 720 000 |
| Iunã          | 云南       | Yúnnán       | 滇 diān or 云 yún  | Kunming                              | 昆明   | Kūnmíng      | 45 710 000 |

### Regiões autônomas
| Nome              | Chinês (T) | Chinês (S) | Pinyin                   | Maioria   | Nome local                                                                           | Abreviatura      | Área (km²) | Capital  |
| ----------------- | ---------- | ---------- | ------------------------ | --------- | ------------------------------------------------------------------------------------ | ---------------- | ---------- | -------- |
| Quancim           | 廣西       | 广西       | Guǎngxī Zhuàngzú Zìzhìqū | Zhuangs   | Zhuang - Gvangjish Bouxcuengh Swcigih                                                | 桂 Guì           | 236 000    | Nanning  |
| Mongólia Interior | 內蒙古     | 内蒙古     | Nèiměnggǔ Zìzhìqū        | Mongóis   | Mongol - ᠥᠪᠦᠷ ᠮᠣᠨᠺᠤᠯᠤᠨ ᠥᠪᠡᠷᠲᠡᠺᠡᠨ ᠵᠠᠰᠠᠬᠤ ᠣᠷᠤᠨ/ Öbür Mongghul-un Öbertegen Jasaqu Orun | 内蒙古 Nèiměnggǔ | 1 183 000  | Hohhot   |
| Ninxiá            | 寧夏       | 宁夏       | Níngxià Húizú Zìzhìqū    | Huis      | (os Huis falam Chinês)                                                               | 宁 níng          | 66 400     | Yinchuan |
| Sinquião          | 新疆       | 新疆       | Xīnjiāng Wéiwúěr Zìzhìqū | Uigures   | Uigur - شىنجاڭ ئۇيغۇر ئاپتونوم رايونى/ Shinjang Uyghur Aptonom Rayoni                | 新 xīn           | 1 660 400  | Ürümqi   |
| Tibete            | 西藏       | 西藏       | Xīzàng Zìzhìqū           | Tibetanos | Tibetano - བོད་རང་སྐྱོང་ལྗོངས / Bod.raṅ.skyoṅ.ljoṅs                                        | 藏 zàng          | 1 228 400  | Lhasa    |

### Cidades Administrativas
| Nome    | Chinês (T) | Chinês (S) | Pinyin    | Abreviatura | Area (km²) |
| ------- | ---------- | ---------- | --------- | ----------- | ---------- |
| Xunquim | 重慶       | 重庆       | Chóngqìng | 渝 yú       | 82,300     |
| Pequim  | 北京       | 北京       | Běijīng   | 京 jīng     | 16 800     |
| Tianjin | 天津       | 天津       | Tiānjīn   | 津 jīn      | 11 305     |
| Xangai  | 上海       | 上海       | Shànghǎi  | 沪 hù       | 6 340      |

### Regiões Administrativas Especiais
| Nome      | Chinês (T) | Chinês (S) | Pinyin    | Abreviatura |
| --------- | ---------- | ---------- | --------- | ----------- |
| Hong Kong | 香港       | 香港       | Xiānggǎng | 港 gǎng     |
| Macau     | 澳門       | 澳门       | Àomén     | 澳 ào       |

## Nível prefeitural
| Províncias        | Prefeituras | Cidades de Nível Prefeitural | Prefeituras Autônomas | Ligas | Subtotal |
| ----------------- | ----------- | ---------------------------- | --------------------- | ----- | -------- |
| Hebel             | 0           | 11                           | 0                     | 0     | 11       |
| Shandong          | 0           | 17                           | 0                     | 0     | 17       |
| Jiangsu           | 0           | 13                           | 0                     | 0     | 13       |
| Zheijang          | 0           | 11                           | 0                     | 0     | 11       |
| Fujian            | 0           | 9                            | 0                     | 0     | 9        |
| Guangdong         | 0           | 21                           | 0                     | 0     | 21       |
| Hainan            | 0           | 2                            | 0                     | 0     | 2        |
| Liaoning          | 0           | 14                           | 0                     | 0     | 14       |
| Heilongijang      | 1           | 12                           | 0                     | 0     | 13       |
| Jilin             | 0           | 8                            | 1                     | 0     | 9        |
| Henan             | 0           | 17                           | 0                     | 0     | 17       |
| Shanxi            | 0           | 11                           | 0                     | 0     | 11       |
| Anhui             | 0           | 17                           | 0                     | 0     | 17       |
| Jiangxi           | 0           | 11                           | 0                     | 0     | 11       |
| Hubeí             | 0           | 12                           | 1                     | 0     | 13       |
| Hunan             | 0           | 13                           | 1                     | 0     | 14       |
| Sichuan           | 0           | 18                           | 3                     | 0     | 21       |
| Yunnan            | 0           | 8                            | 8                     | 0     | 16       |
| Guizhou           | 2           | 4                            | 3                     | 0     | 9        |
| Shaanxi           | 0           | 10                           | 0                     | 0     | 10       |
| Qinghai           | 1           | 1                            | 6                     | 0     | 8        |
| Gansu             | 0           | 12                           | 2                     | 0     | 14       |
| Ningxia           | 0           | 5                            | 0                     | 0     | 5        |
| Xinjiang          | 7           | 2                            | 5                     | 0     | 14       |
| Tibete            | 6           | 1                            | 0                     | 0     | 7        |
| Guangxi           | 0           | 14                           | 0                     | 0     | 14       |
| Mongólia Interior | 0           | 9                            | 0                     | 3     | 12       |
| TOTAL             | 17          | 283                          | 30                    | 3     | 333      |